# Ilex brachyphylla
Ilex brachyphylla är en järneksväxtart som först beskrevs av Hand.-mazz., och fick sitt nu gällande namn av Shiu Ying Hu. Ilex brachyphylla ingår i släktet järnekar, och familjen järneksväxter. Inga underarter finns listade i Catalogue of Life.